# لنگپینگ ۸۱۱۷
سیارک ۸۱۱۷ (به انگلیسی: 8117 Yuanlongping، نامگذاری:1996SD1) هشت هزار و صد و هفدهمین سیارک کشف شده‌است که در ۱۸ سپتامبر ۱۹۹۶ کشف شد.
قدر مطلق سیارک برابر ۱۲٫۷۰ است.